# Typhlops reticulatus
Typhlops reticulatus е вид змия от семейство Червейници (Typhlopidae). Видът не е застрашен от изчезване.

## Разпространение и местообитание
Разпространен е в Боливия, Бразилия, Венецуела, Гвиана, Колумбия, Перу, Суринам и Френска Гвиана.
Обитава гористи местности, планини, възвишения, ливади и храсталаци в райони с тропически климат.

## Описание
Популацията на вида е стабилна.